# 万国国際法学会
万国国際法学会（Institut de Droit International（IDI））とは、国際法の研究と発展のために寄与することを目的とした組織である。

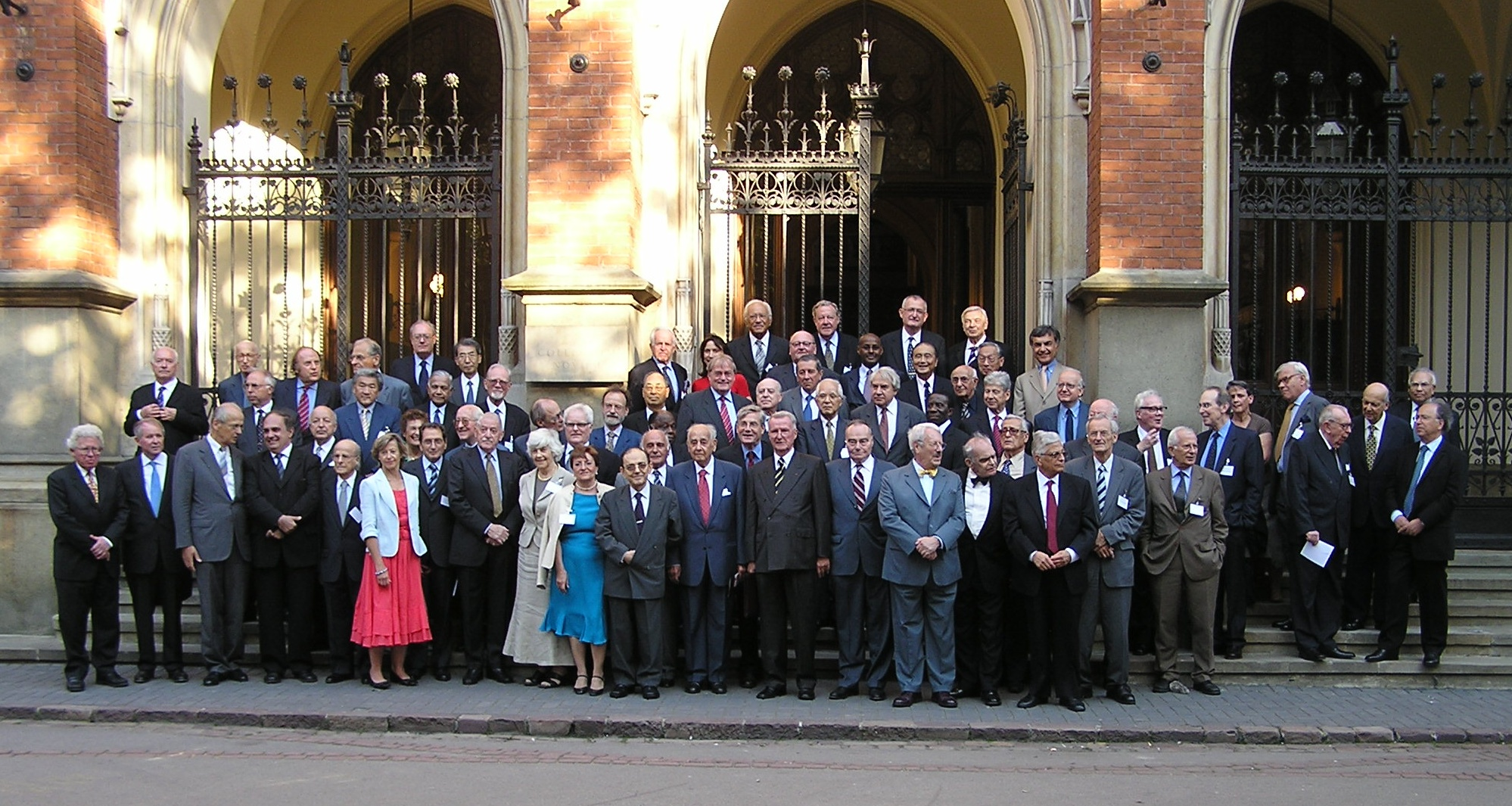
2005年クラクフでの会議に集まったメンバー

## 歴史
Gustave MoynierとGustave Rolin-Jaequemynsを中心として、ヨーロッパなどから11人の著名な国際弁護士が1873年9月8日ベルギーのヘントにあるタウンホールSalle de l'Arsenalに集まり、設立した。
1873年の設立メンバーは以下の11人。
- Gustave Rolin-Jaequemyns （ギュスターヴ・ロラン=ジャックマン、ヘント）：初代事務総長
- Pasquale Stanislao Mancini （ローマ）：初代会長
- Émile Louis Victor de Laveleye （リエージュ）
- Tobias Michael Carel Asser（トビアス・アッセル） （アムステルダム）
- James Lorimer （エジンバラ）
- Wladimir Besobrassof （サンクトペテルブルク）
- Gustave Moynier（ジュネーヴ）
- Johann Kaspar Bluntschli （ハイデルベルク）
- Augusto Pierantoni （ナポリ）
- Charles Calvo （ブエノスアイレス）
- David Dudley Field （ニューヨーク）

## 組織
名誉会員、会員及び準会員（計132人以内）よりなる私的な組織である。組織から招聘される会員には、国際法の分野の研究で顕著な業績を残した者で、政治的な圧力から比較的自由な人物が選ばれる。またなるべく会員が全世界に分布するように留意される。
現状の問題に対応するための国際法を研究する会議を2年に1度開催し、その結論を国際法を改正する参考として提供する。ただし個別の問題には立ち入らない。
人権や幸福追求権に関わる法改正も促し、これらの業績によって、万国国際法学会は1904年度のノーベル平和賞を受賞した。
2005年の会議は8月にポーランドのクラクフで行われたが、会議は事務局長の出身地で行われることになっている。現在のメンバーには著名な弁護士や法学の研究者、国際司法裁判所や国際刑事裁判所の裁判官等がいる。